# Német Toni
Német Toni Josef (Budapest, 1994. január 14. –) világbajnok magyar válogatott vízilabdázó, center, a Jadran Split játékosa. A felnőtt válogatottban 2014-ben mutatkozott be.
2012-ben az U19-es Eb-n hatodik, az U18-as vb-n második, 2013-ban az U20-as vb-n negyedik volt.

### Sikerei, díjai
- Magyar bajnokság
  - aranyérmes: 2018, 2019, 2022, 2023, 2024, 2025
  - bronzérmes: 2016, 2017, 2021
- Magyar kupa
  - győztes: 2022, 2023, 2024
- LEN-bajnokok ligája
  - Győztes (3): 2019, 2024, 2025
- LEN-szuperkupa
  - Győztes (3): 2018,[3] 2019,[4] 2024[5]
- Európa-bajnokság
  - ezüstérmes (2022)
- Világbajnokság
  - aranyérmes (2023)[6]